# Гатри (Оклахома)
Гатри (англ. Guthrie) — город в штате Оклахома, США. Административный центр округа Логан. Население 10 191 человек (2010).

## История
Первое поселение белых образовалось на территории нынешнего города в 1887 году, когда через эти места прошла железная дорога ATSF. Железнодорожная станция получила название Олений ручей, но в следующем году оно было изменено на Гатри, в честь Джона Гатри, юриста из Топики. В 1889 году в городке открылось почтовое отделение.
Наиболее знаменательное событие в истории Гатри произошло в полдень 22 апреля 1889 года. Пушечный залп дал сигнал к началу знаменитых земельных гонок. К концу дня население Гатри возросло с нескольких десятков до более чем 10 000 человек, были заложены улицы, открыты несколько банков и газет. Через месяц город уже мог похвастаться многочисленными кирпичными домами, мощёными улицами, централизованным водоснабжением, системой общественного транспорта и электрическим уличным освещением. 2 мая того же года Гатри стал столицей территории Оклахома.
После создания в 1906 году штата Оклахома местоположение столицы не менялось до 1910 года, когда, под давлением деловых кругов, она переместилась в бурно растущий после обнаружения нефти Оклахома-Сити. После утраты статуса столицы Гатри потерял значительную часть населения, угасла и деловая активность. В центре города до сих пор сохранилось множество зданий постройки конца XIX века, благодаря чему в 1999 году несколько кварталов были объявлены национальным историческом памятником США.

## География и климат
Город расположен в центре Оклахомы, среди низких, сложенных из песчаника холмов, на границе степной и лесной зон. Два озера, лежащих южнее, являются популярными местами отдыха горожан.
Гатри находится в южной части Великих прерий, поэтому резко континентальный климат смягчается влиянием Мексиканского залива. В целом климат города можно охарактеризовать как субтропический океанический. Гатри известен своими резкими изменениями погоды. Осадков выпадает 845 мм в год, самые дождливые месяцы — май, июнь и сентябрь. В окрестностях нередки торнадо.
| Показатель                    | Янв.  | Фев.  | Март  | Апр. | Май   | Июнь | Июль | Авг. | Сен. | Окт.  | Нояб. | Дек. | Год   |
| ----------------------------- | ----- | ----- | ----- | ---- | ----- | ---- | ---- | ---- | ---- | ----- | ----- | ---- | ----- |
| Абсолютный максимум, °C       | 27,8  | 33,9  | 37,8  | 38,3 | 40,0  | 46,1 | 45,0 | 46,7 | 44,4 | 37,2  | 33,3  | 31,1 | 46,7  |
| Средний суточный максимум, °C | 9,5   | 12,1  | 17,5  | 23,2 | 27,1  | 31,7 | 34,8 | 34,9 | 30,3 | 24,2  | 16,8  | 10,7 | 22,7  |
| Средняя температура, °C       | 3,1   | 5,3   | 10,4  | 16,2 | 20,6  | 25,4 | 28,2 | 27,9 | 23,4 | 17,2  | 10,1  | 4,4  | 16,0  |
| Средний суточный минимум, °C  | −3,4  | −1,6  | 3,3   | 9,2  | 14,2  | 19,2 | 21,5 | 21,0 | 16,5 | 10,1  | 3,3   | −1,8 | 9,3   |
| Абсолютный минимум, °C        | −32,8 | −27,2 | −22,2 | −8,9 | −12,2 | 6,1  | 9,4  | 7,8  | −9,4 | −12,2 | −13,9 | −25  | −32,8 |
| Норма осадков, мм             | 30    | 35    | 63    | 80   | 127   | 112  | 65   | 73   | 92   | 76    | 54    | 38   | 845   |
| Источник: WeatherBase         |       |       |       |      |       |      |      |      |      |       |       |      |       |

## Население
По данным переписи в 2010 году Гатри насчитывал 10 191 жителя, 3 854 домохозяйства и 2 474 семьи.
Расовый состав населения:
- белые — 75,8 %
- негры — 15,8 %
- индейцы — 3,0 %
- азиаты — 0,5 %

Средний возраст горожан — 37 лет, среднегодовой доход на душу населения — 15 774 доллара США (данные 2000 года). Уровень преступности намного ниже среднего как по штату, так и по стране в целом.
Подавляющее большинство жителей — христиане. В Гатри расположена штаб-квартира религиозной организации Церковь Бога.

## Экономика и транспорт
Основными секторами городской экономики являются сфера обслуживания и розничная торговля. Имеется несколько небольших предприятий по переработке продукции сельского хозяйства. Прекрасно сохранившийся исторический центр города (крупнейший по площади из т. н. «исторических округов» в США), несколько ежегодных родео и фестивалей привлекают в Гатри множество туристов.
Ближайший крупный аэропорт расположен в Оклахома-Сити (аэропорт им. Роджерса). Через Гатри проходит межштатное шоссе I-35, соединяющее Техас с Миннесотой. Общественный транспорт находится под управлением компании FIRST CAPITAL TROLLEY, и включает в себя автобусы к аэропорту и ближайшим населённым пунктам (включая Оклахома-Сити), такси и экскурсионные автобусы для осмотра исторического центра.

## Культура
Исторический центр города, сохранивший облик конца XIX века, был местом съёмок эпизодов множества фильмов, например:
- Человек дождя (Rain Man, 1988)
- Мои герои всегда были ковбоями (My Heroes Have Always Been Cowboys, 1991)
- Смерч (Twister, 1996)
- Убийца внутри меня (The Killer Inside Me, 2010)